# Lycaena purpureotincta
Lycaena purpureotincta är en fjärilsart som beskrevs av Tutt 1906. Lycaena purpureotincta ingår i släktet Lycaena och familjen juvelvingar. Inga underarter finns listade i Catalogue of Life.